# Курганное (Харьковская область)
Курга́нное (укр. Курганное; до 2016 г. Пионе́р) — посёлок в Ольховатской сельской общине Купянского района Харьковской области Украины.
Код КОАТУУ — 6321485004. Население по переписи 2001 г. составляет 162 (74/88 м/ж) человека.

## Географическое положение
Посёлок Курганное находится на одном из истоков реки Великий Бурлук, на реке сдалана запруда. Ниже по течению в 2-х км расположено село Малый Бурлук. В 2-х км проходит автомобильная дорога Т-2104.

## История
- 1923 — дата основания.
- 2016 — посёлок Пионер был «декоммунизирован» и переименован в Курганное.
- До 2020 года посёлок входил в Федоровский сельский совет, Великобурлукский район, Харьковская область.

## Экономика
- В селе при СССР были молочно-товарная и птице-товарная фермы.